# Psammetichus I
Psammetichus I of Psamtek I Wahibra in het Egyptisch was een farao uit de 26e dynastie die heerste van 664-610 v.Chr.

## Biografie
Psammetichus was samen met zijn vader Necho I weggevoerd naar Ninive door de Assyriërs nadat ze werden beschuldigd mee te hebben geholpen aan een plot door Taharqa. Hij en zijn vader werden uiteindelijk weer vrijgelaten en konden als vazallen van Assurbanipal Egypte besturen. Psammetichus kreeg de controle over Athribis en toen zijn vader in 664 v.Chr. stierf, nam hij ook de controle over Memphis en Saïs over. Nu wilde hij ook de rest van Egypte onder zijn controle plaatsen. De rest van de Nijldelta kon hij met de hulp van Griekse en Carische huurlingen overnemen. Volgens Herodotos stond hij hun toe om in het land te blijven en mochten ze de handelskolonie Naucratis stichten uit dank voor bewezen diensten. Het zuiden van het land was nog steeds onder controle van de heersers van Koesj, maar Psammetichus werd in zijn negende regeringsjaar erkend als koning van boven- en beneden Egypte. Hij zou zijn macht in het zuiden geleidelijk uitbreiden door na de dood van Thebaanse ambtenaren deze te vervangen door vertrouwenspersonen. Hij was ook gehuwd met Mehtemweskhet, de dochter van de hogepriester van Heliopolis. Daardoor had hij een stevige greep over het land. Hij maakte gebruik van de burgeroorlog die uitbrak na de dood van Assurbanipal om Egypte weer onafhankelijk te maken, zodat hij niet langer een vazal van de koningen van Assyrië was.

## Oorlogen
Psammetichus wilde Egypte sterk houden en hield expedities naar Nubië tegen de koningen van Koesj. Daarnaast voerde hij expedities uit in Libië. Hij werkte ook samen met zijn vroegere vijanden, de Assyriërs, om tegen het opkomende Babylon te strijden. Daardoor kon hij Palestina weer bij het Egyptische Rijk voegen.

## Bouwwerken
- Uitbreiding van het Serapeum van Memphis
- Forten in Naukratis, Elephantine en Daphnae
- Zijn graf is nog niet gelokaliseerd
- Mogelijk de stichting van Naucratis

## Eerste taal
Geschiedschrijver Herodotos vermeldt een 'taalkundig experiment' van Psammetichus. Omdat deze wilde weten welke de oudste taal ter wereld was, liet hij twee kleine kinderen afzonderen in een hutje. Een herder was de enige die hen mocht bezoeken. Hij bracht geitenmelk mee om de kinderen te voeden. Toen na een tijd de farao de kinderen bezocht, was het eerste woord dat ze konden uitspreken 'bèkos'. Het was een simpele onomatopee van het geitengemekker, maar de farao zag dit niet in. Hij ging te rade bij specialisten en na onderzoek bleek dat bèkos een Phrygisch woord is voor brood. Zo concludeerde hij dat het Phrygisch de oudste taal was.
Na kennis te hebben genomen van het taalexperiment door Herodotos hebben verschillende andere taaldenkers een soortgelijk experiment laten uitvoeren in de hoop de oudste taal en het oudste volk te vinden. Dat was ook waar de taalkundige en koning Jacobus IV van Schotland zich aan waagde. Hij liet een stomme vrouw twee kinderen opvoeden, en volgens de overleveringen bleek dat de twee vloeiend Hebreeuws begonnen te spreken. Dat was volledig volgens de verwachting, aangezien Hebreeuws volgens de Bijbel de oertaal van de mens was.